# 神山亮子
神山 亮子（かみやま りょうこ、1971年 - ）は日本のキュレーター。戦後日本美術史研究。東京都の府中市美術館学芸員。

## 概要
東京藝術大学大学院美術研究科修士課程修了。
府中市美術館開設準備室学芸員を経て、2000年より府中市美術館学芸員に就任した。

## 企画
- 「高松次郎—思考の宇宙」（2004年）
- 「多摩川で／多摩川から、アートする」（2009年）
- 「描く児—O JUN　1982-2013」（2013年）

## 著作
- 主な執筆に「可能性のドローイング」（『高松次郎　All Drawings』大和プレス発行、2009年）
- 「二十年後の返礼」（『Reflection: 返礼-榎倉康二へ』論考編）
- 『青木野枝　流れのなかにひかりのかたまり』（左右社　2019年）
- 『高松次郎を読む』（水声社、2014年）共編著